# Палмерстон-Норт
Па́лмерстон-Норт (англ. Palmerston North) — город на Острове Северный в Новой Зеландии.

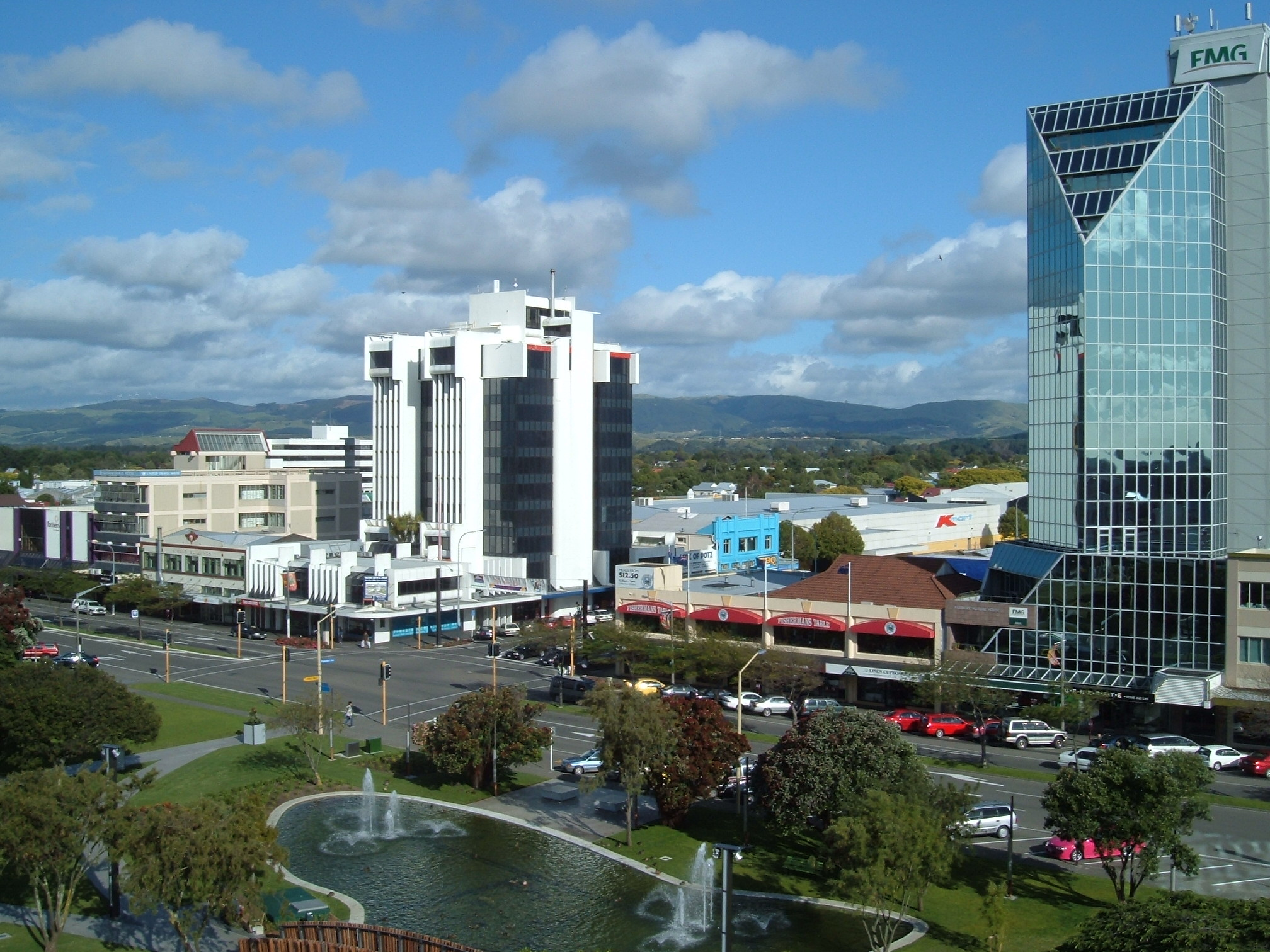
Центральная площадь города

По данным переписи населения 2007 г. население города составляет 78 800 человек  — это делает его 8 городом в стране по размерам городского населения. Площадь города составляет более 325 км². Название города (маори: Te Papa-i-oea) может быть переведено с языка коренного населения страны как «как это красиво».
Город является одним из важнейших академических и университетских центров страны. В городе расположены органы управления и ряд учебных подразделений крупнейшего (более 40 000 студентов) университета страны Massey University, UCOL, IPC Tertiary Institute (Международный Тихоокеанский Колледж) и более 70 других образовательных и исследовательских учреждений.
В городе расположен международный аэропорт, сеть шоссе и железной дороги связывает город с промышленными и культурными центрами Новой Зеландии.

## Известные уроженцы
- Хартли, Брендон (род. 1989) — новозеландский автогонщик, пилот Формулы-1.